# Вільгельм фон Ведель-Пісдорф
Вільгельм фон Ведель-Пісдорф (нім. Wilhelm von Wedell-Piesdorf; 20 травня 1837, Франкфурт-на-Одері — 11 липня 1915, Берлін) — німецький юрист і політик.

## Біографія
Вивчав юриспруденцію в Гейдельберзі і Берліні. У 1858 році вступив на державну службу, був ландратом в Вольмірштедті, потім в Айслебені. Звільнившись у 1876 році, керував своїм дворянським маєтком Пісдорф. Був членом спілки фермерів, як великий землевласник.
З 1879 року — член Прусської палати депутатів від консервативної партії. У 1881 році призначений начальником окружного управління Магдебурга. З 1884 року — депутат рейхстагу від вільно-консервативної партії, обраний президентом рейхстагу.
У 1888 році імператор Вільгельм II призначив його міністром прусського королівського двору. З 1885 року — член прусської палати панів, з 1912 року — її голова.
Був членом студентського союзу Saxo-Borussia Heidelberg.

## Пам'ять
У 1910—1937 роках ім'я Веделя носила площа в районі Berlin-Friedrichsfelde.